# مجلس النواب (صوماليلاند)
مجلس النواب صوماليلاندي (بالصومالية: Golaha Wakiilada)‏ هو مجلس النواب في برلمان صوماليلاند، مع مجلس الشيوخ.

## النظام الانتخابي
جاءت نتائج الانتخابات البرلمانية لأرض الصومال في 29 سبتمبر 2005 على النحو التالي:
| عدد | محافظات    | حزب العدالة والتنمية | حزب التضامن | الحزب الديمقراطي المتحد | المجموع الإجمالي |
| 1   | الساحل     | 4                    | 2           | 4                       | 10               |
| 2   | أودال      | 3                    | 3           | 7                       | 13               |
| 3   | سناج       | 2                    | 5           | 5                       | 12               |
| 4   | توغدير     | 4                    | 6           | 5                       | 15               |
| 5   | سول        | 2                    | 4           | 6                       | 12               |
| 6   | مارودي جيح | 6                    | 8           | 6                       | 20               |
|     |            | 21                   | 28          | 33                      | 82               |

## اللجان الفرعية
- اللجنة الفرعية الدائمة والتأديبية
- اللجنة الفرعية الاقتصادية والمالية والتجارية
- اللجنة الفرعية للشؤون الاجتماعية والدين
- اللجنة الفرعية للبيئة والثروة الحيوانية والزراعة والموارد الطبيعية
- اللجنة الفرعية للشؤون الداخلية والأمن والدفاع
- اللجنة الفرعية للسياسة الخارجية والعلاقات الدولية والتخطيط الوطني
- اللجنة الفرعية للدستور والقضاء والعدل وحقوق الإنسان
- اللجنة الفرعية لرعاية وحماية الممتلكات العامة

## قائمة البرلمانات
- برلمان أرض الصومال الأول (1991-1993) - حزب الأغلبية: لا يوجد نظام أحزاب
- برلمان أرض الصومال الثاني (1993-1997) - حزب الأغلبية: لا يوجد نظام أحزاب
- برلمان أرض الصومال الثالث (1997-2005) - حزب الأغلبية: لا يوجد نظام أحزاب[2]
- برلمان أرض الصومال الرابع (نوفمبر 2005 - حتى الآن 2020)[2] - حزب الأغلبية: الحزب الديمقراطي المتحد 39% حزب التضامن 34٪

## نظرة عامة
تأسس مجلس النواب المؤقت في عام 1991، بقيادة الحركة الوطنية الصومالية. أنشأ الميثاق الوطني لأرض الصومال لعام 1993 هيئة تشريعية ذات مجلسين. تم تشكيل مجلس النواب الحالي في أعقاب الانتخابات البرلمانية التي أجريت في 29 سبتمبر 2005، والتي أسفرت عن أغلبية قوية مشتركة لحزبي حزب التضامن المعارض وحزب العدالة والتنمية. تضم ما مجموعه 82 عضوا. ومن بين هؤلاء رئيس مجلس النواب باش محمد فرح. يتم انتخاب أعضاء البرلمان في ست دوائر انتخابية متعددة الأعضاء، باستخدام نظام التمثيل النسبي لقائمة الحزب لمدة خمس سنوات.
يمنح الدستور مجلس النواب سلطات تشريعية واسعة فيما يتعلق بالمسائل المالية. إن أقوى فحص للسلطة التنفيذية هو حقها في الموافقة على الميزانية السنوية للحكومة أو رفضها أو تعديلها، والحق في فحص تقارير الإنفاق السنوية التي يتعين على السلطة التنفيذية إعدادها. كان تشكيل البرلمان في عام 2005 أهم خطوة في إنشاء نظام حكومي ديمقراطي قائم على الدستور في أرض الصومال.

## قائمة رؤساء مجلس النواب
- إبراهيم ميغا سماتر، 1991 - 1993
- أحمد عبدي محمد، حبساد، 1993-1997
- أحمد محمد عدن، «قيب»، 1997 - 2005[2]
- عبد الرحمن محمد عبد الله، «عيرو»، تشرين الثاني (نوفمبر) 2005 - آب (أغسطس) 2017[3]
- باش محمد فرح، أغسطس 2017 -